# Уллу-Ахай II
Уллу-Ахай II — шамхал Тарковское шамхальство XVI века, представитель родовитого шамхальского рода, преемник Уллу-Ахая I.

## Происхождение и род
Уллу-Ахай II принадлежал к шамхальскому роду, который традиционно управлял Тарковским шамхальством и имел значительное политическое влияние на Северном Кавказе.

## Политическая деятельность
Во время его правления Тарковское шамхальство укрепило центральную власть и усилило своё влияние в регионе, продолжая традиции управления и дипломатии, заложенные предшественниками.

## Религия
Поддерживал ислам суннитского толка, который был основой религиозной и политической легитимности шамхальской власти.

## Внешние связи
Уллу-Ахай II активно взаимодействовал с соседними государствами и феодалами Северного Кавказа, поддерживая стратегические союзы и укрепляя позиции шамхальства.

## Наследие
Правление Уллу-Ахая II способствовало дальнейшему развитию политической структуры шамхальства и сохранению его влияния в регионе.